# Hans Wettling
Hans Wettling (* 18. März 1943 in Ludwigshafen; † 22. August 2006 in Offenburg) war Professor für Kommunal- und Baurecht an der Hochschule Kehl.

## Leben
Wettling war 1975 bis 1982 Stadtoberrechtsrat in Weinheim. Im Jahre 1982 wurde er an die Fachhochschule Kehl berufen.

## Wirken
Nach der Wiedervereinigung Deutschlands war Wettling „Pionier beim Aufbau der Sächsischen Verwaltungsfachhochschule in Meißen“ und beim Ausbau der Sächsischen Verwaltungsakademie in Dresden. Zudem war er Redaktionsmitglied bei der Zeitschrift Kommunaljurist  und Verantwortlicher für deren Rubrik „Rechtliche Gestaltung“. Daneben wirkte er lange Jahre als Ausbilder und Prüfer der Referendare für das 2. Juristische Staatsexamen u. a. an den Landgerichten Mannheim, Heidelberg, Karlsruhe und Konstanz.

## Schriften (Auswahl)
- Hans Wettling: Regelungen zur Finanzierung der Wasserversorgung durch Gemeinden. In: Kommunaljurist. Nomos, Baden-Baden 2004, ISSN 1613-0235, Seite 179–183.
- Hans Wettling: Die Befugnis von Behörden zur Prüfung und Inzidentverwerfung (Nichtanwendung) von Satzungen und Verordnungen. In: Gegenwartsthemen in Verwaltungspraxis und Verwaltungswissenschaft. Nomos, Baden-Baden 2003, ISBN 3-8329-0196-5, Seite 65–76
- Hans Wettling: Kommunalrecht Baden-Württemberg. Link, Kronach 1996, ISBN 3-556-02015-7
- Hans Wettling: Kommunalrecht. Nomos, Baden-Baden 1995, ISBN 3-7890-3846-6 Rezension im Portal für Politikwissenschaft
- Hans Wettling: Rechtliche Gestaltung in der öffentlichen Verwaltung. Nomos, Baden-Baden 1990, ISBN 3-7890-1922-4
- Hans Wettling: Bürgerentscheid und Bürgerbegehren. In: Baden-Württembergische Verwaltungspraxis. Kohlhammer, Stuttgart 1987, ISSN 0340-3505, Seite 151